# 百萬大歌星
《百萬大歌星》（英語：Million Singer），是由友松傳播製作、臺灣電視公司監製播出的台灣一個已停播綜藝節目，於每星期六晚間八點整至十點整（台灣時間）播出，節目長達2小時（含廣告），製作人為薛聖棻，主持人為庾澄慶。自2008年5月10日起開始播出。

## 節目特色

《百萬大歌星》第一季開場動畫

該節目與其他歌唱比賽的目的不同，不是比音色，也不比音準，也不比外型、外貌、氣質、長相等，而是考驗參賽者對歌詞的記憶。只要參賽者對記憶歌詞有信心，均可透過網路報名，或者是電話報名。 比賽模式跟美國的 Spelling Bee 如出一轍。

## 開場

《百萬大歌星》第二季開場動畫

節目開始時，主持人庾澄慶會演唱「《熱情的沙漠》」（2008年11月8日之前使用），途中不時會讓當集參賽者接唱一句歌詞。演唱完畢後，由庾澄慶帶動觀眾呼口號：「我是哈林庾澄慶，你是──」觀眾齊喊：「百萬大歌星！」
在主持人庾澄慶推出個人專輯《庾澄慶夜總會Lady's Night》之後，於2008年11月15日播出之後，正式把開場演唱歌曲改為《愛你的只有一個我》。不過，曾經為了配合於2009年12月26日播出的節目的「到死都要18歲」特別企劃中，特別把開場演唱歌曲改為《到死都要18歲》。但之後播出的被改回為《愛你的只有一個我》。
自2010年1月30日起至2010年8月21日為止，將開場演唱歌曲改為《到死都要18歲》。自2010年8月28日第三季起，配合新棚景啟用，將開場演唱歌曲改為《我最搖擺》。

## 遊戲規則
整體的《百萬大歌星》分為〈歌唱接龍〉與〈獎金挑戰賽〉兩部份，參賽者取得〈歌唱接龍〉資格後，即可進行〈獎金挑戰賽〉。茲將詳細規則做一番整理。

### 歌唱接龍

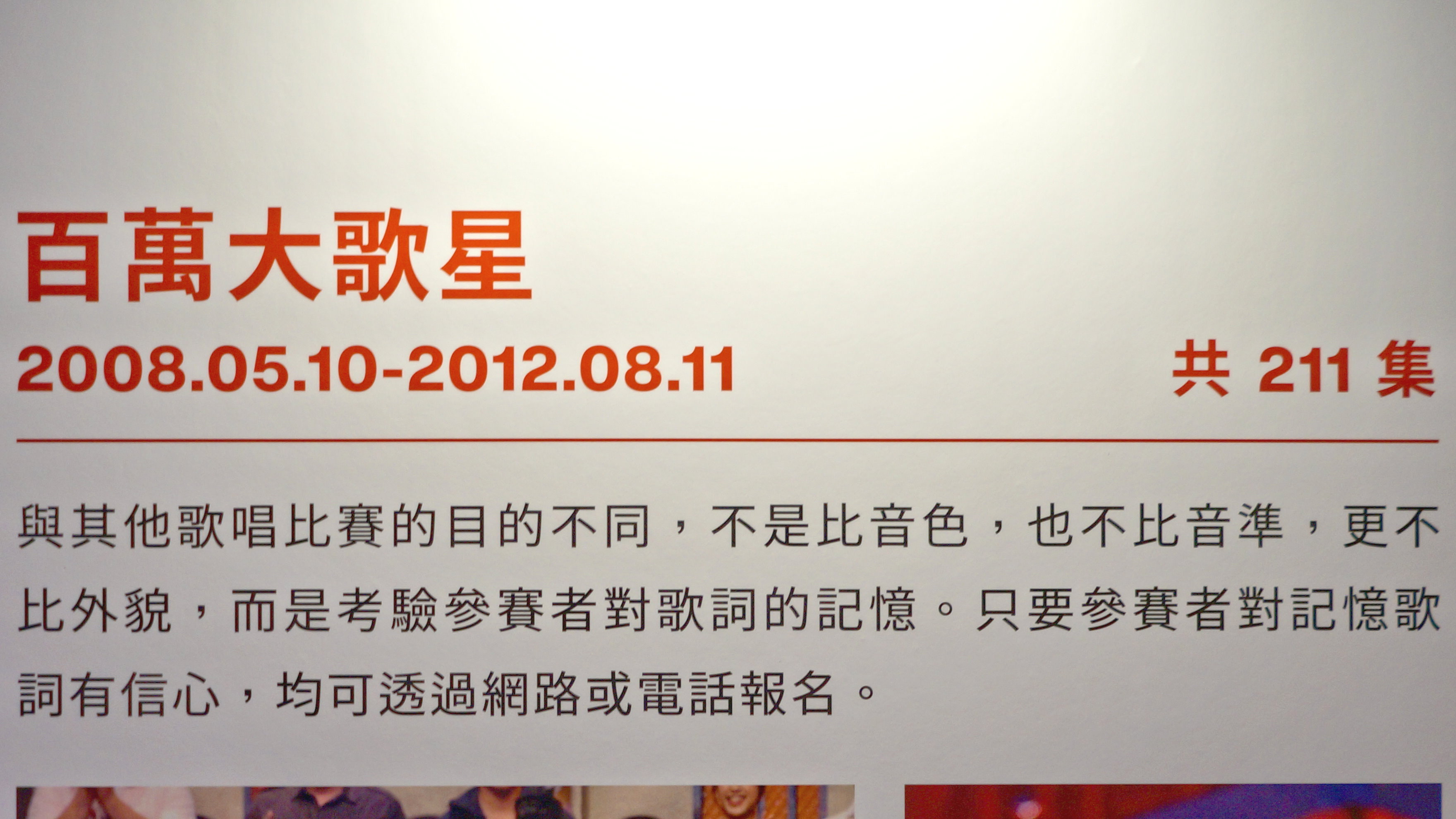
〈百萬大歌星〉簡介牌

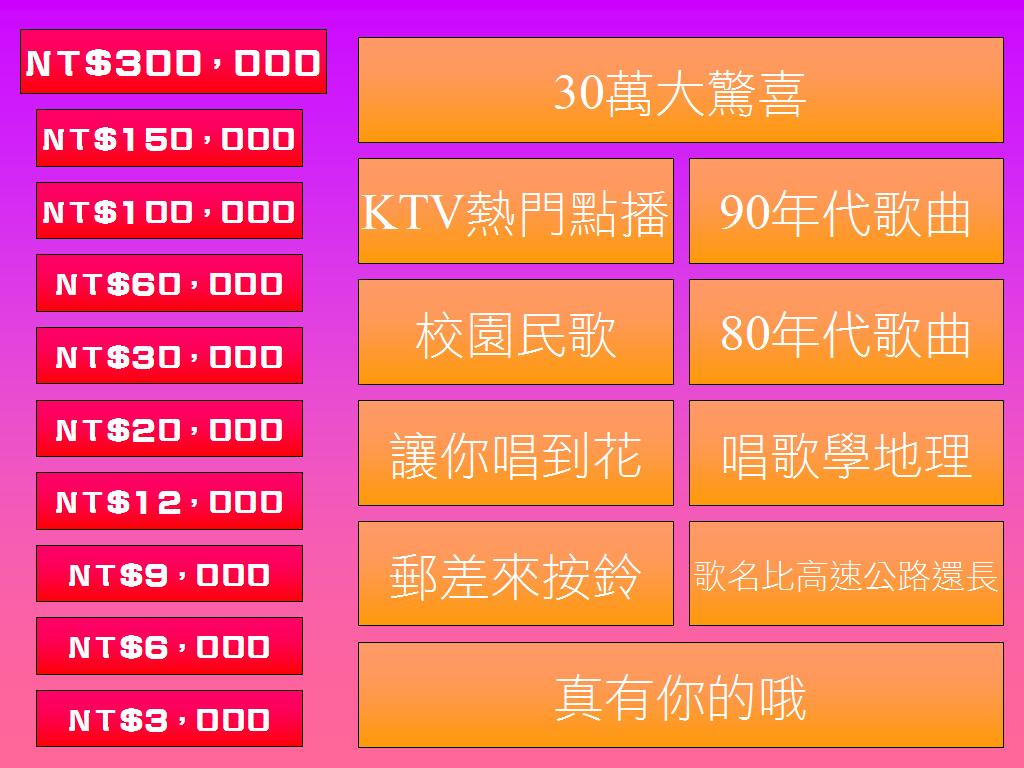
取得〈百萬大歌星〉資格的參賽者，除「三十萬大驚喜」必須在第十題外，其餘九個項目可依當時製作單位指派的類型中，選擇一首歌

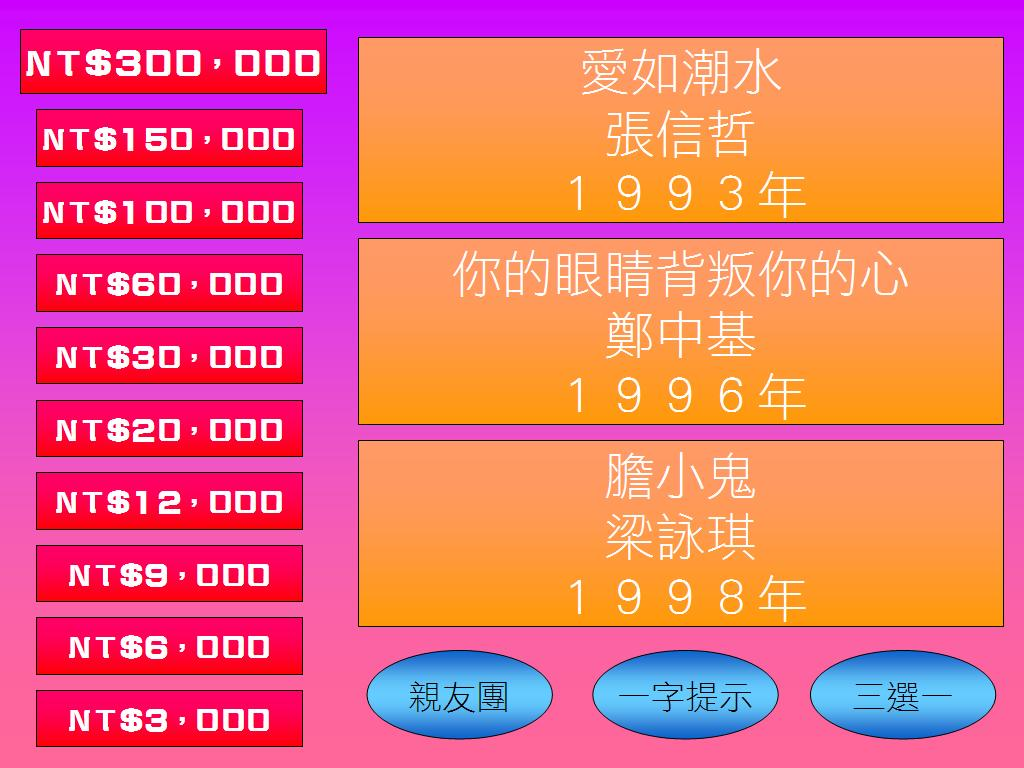
以上圖為例，假設參賽者選擇「九零年代歌曲」，製作單位會由該分類隨機選三首歌曲，供參賽者選擇其中一首選唱

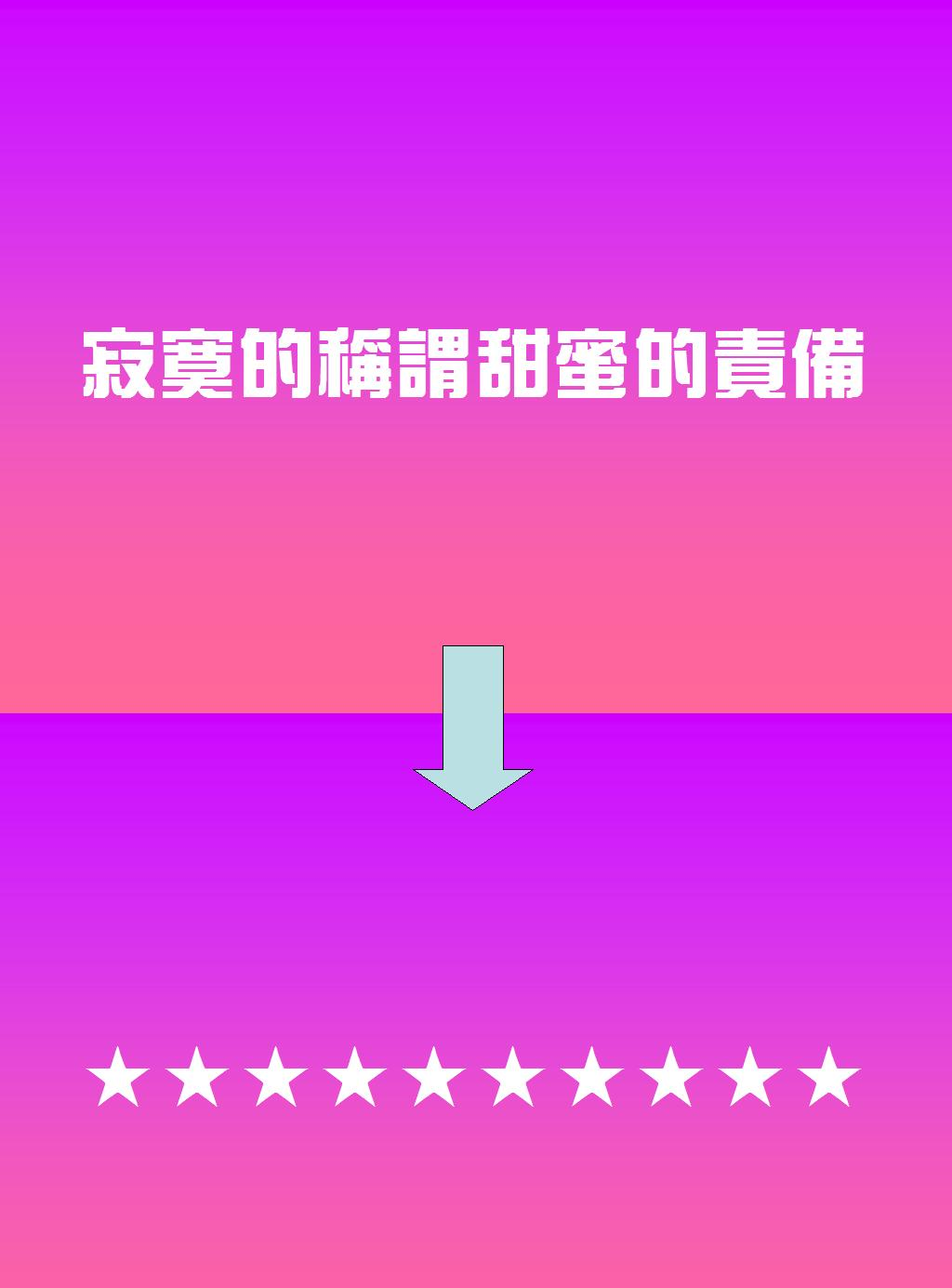
參賽者唱到一定的階段後，製作單位會將下一句歌詞以「★」代替每個字的歌詞

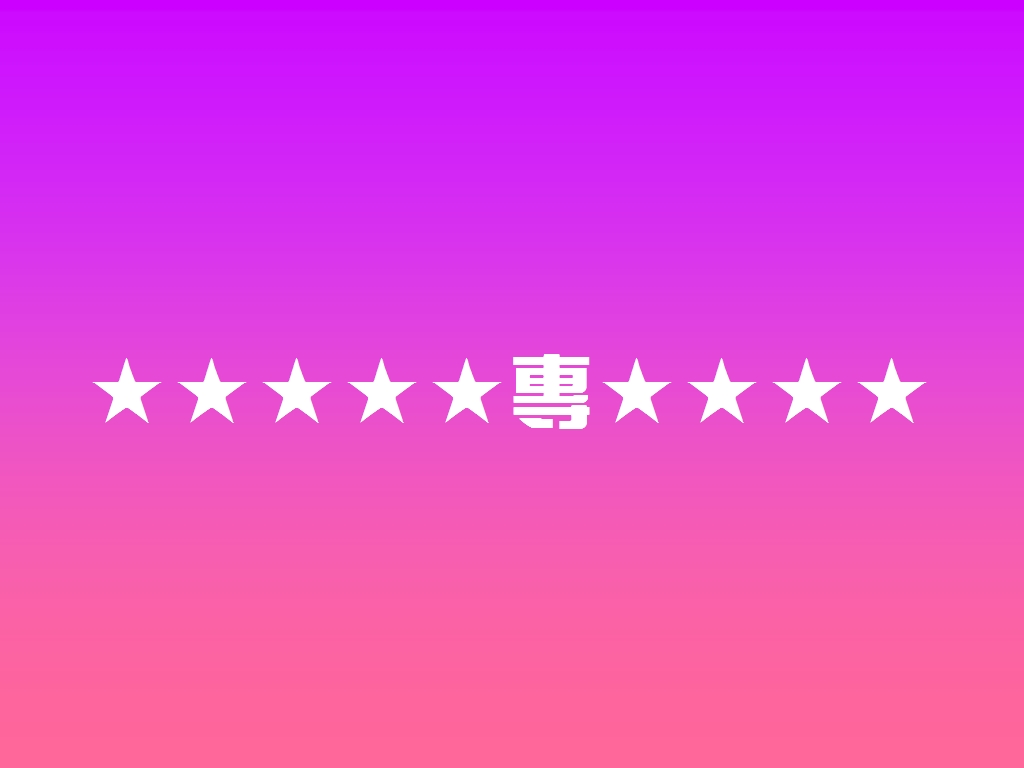
參賽者使用「一字提示」的模擬情形

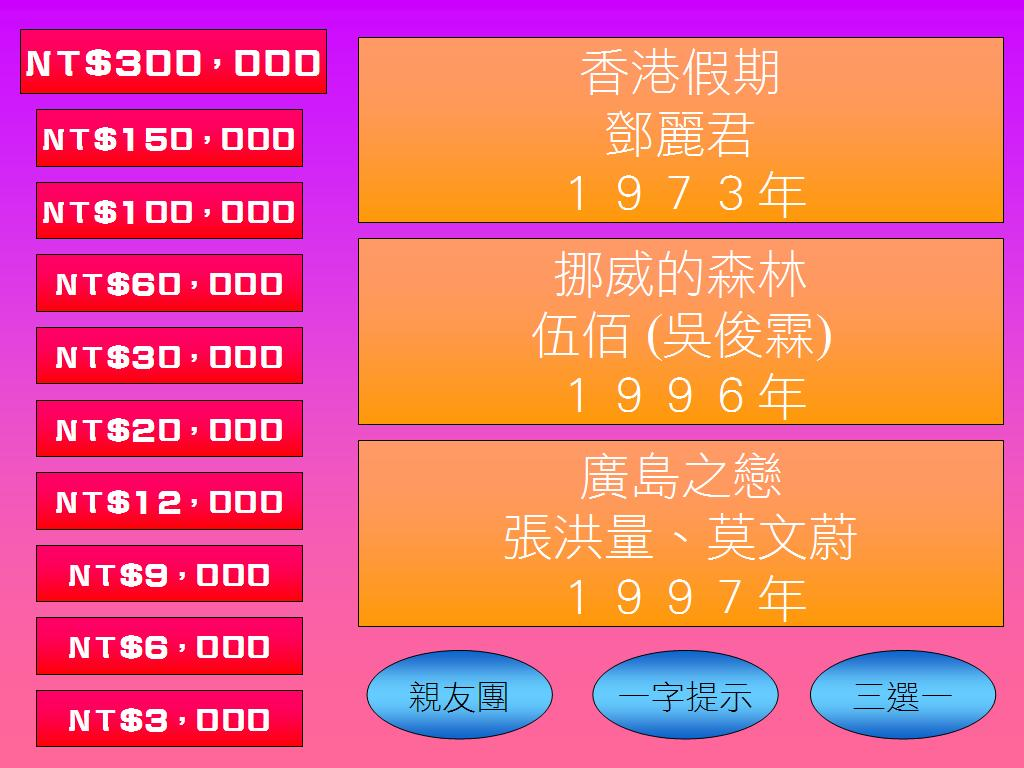
較「另類」的分類，假設參賽者選擇從選單中，選擇了「唱歌學地理」，則製作單位會提供「相關」的分類，供參賽者歌唱。

每次回合數不一定，但每回合會派出三到四位參賽者組成一組，進行〈歌唱接龍〉。由一位「出題大來賓」唱一首歌，唱到一個段落，背景音樂也在此時停止，接著就由參賽者「接唱」（接唱順序以抽籤決定），輪到接唱的參賽者若唱對歌詞，可取得參賽資格；反之唱錯歌詞（一個字錯也算錯）、脫拍，或忘記歌詞者，均算失敗，並換下一位回答。每個參賽者都只有一次機會，若該組之所有參賽者均唱錯或唱不出來，則這組參賽者就全部被判定喪失參賽資格，出題大來賓不能再為這三位或四位參賽者重新出題，改由下一組參賽者進行資格賽〈歌唱接龍〉。

### 獎金挑戰賽
取得參賽資格的參賽者，可從製作單位指派的十大類型（除三十萬大驚喜必須是第十題外）之中，挑選一個類型。類型有一目暸然者，如「八〇年代歌曲」、「九〇年代歌曲」、「KTV熱門點播」...等，可算是較易入門。
以圖2為例，假設參賽者一開始選擇「九〇年代歌曲」這個分類，則製作單位會由相關分類中，隨機選擇三首歌曲，供參賽者選擇其中一首來歌唱，並做「歌詞填空」。
參賽者選好歌曲後，前方的螢幕會逐一將歌詞顯示給參賽者，好讓參賽者可以按照其歌詞唱出來，唯有製作單位要求參賽者唱出該段歌詞，製作單位會將音樂停止，並將歌詞以「★」代替，要求參賽者按照「★」的數量，唱出該段歌詞。
以圖3為例，假設參賽者從圖2的畫面，選擇唱梁詠琪的《膽小鬼》，唱到「寂寞的稱謂甜蜜的責備」，下一句則是製作單位要求參賽者所唱歌詞，則歌詞的正確答案是「有獨一無二專屬的特別」。此時的參賽者，就要把答案唱出來，不可有唱錯歌詞之情況，即使錯一個字也不可以。唱對則可過關，並取得該關之獎金（搖錢樹結構如圖1所述）；反之則失敗，取得前一次闖關成功獎金的一半（第一題無獎金）。
當參賽者唱完一句歌詞後，螢幕上就會以白字方式呈現參賽者所唱答案，主持人向參賽者確認答案「交卷」後（即說出「確定」二字之後），螢幕上的字就會呈現藍色，表示交卷後不得再更改。主持人宣佈揭曉答案後，若字變為綠色，表示答案正確；反之只要有出現紅字者，無論字數多寡，均表示錯誤，答案有錯則表示該名參賽者闖關失敗，不能繼續參加遊戲。

#### 答錯判斷
茲將參賽者會唱錯的情況予以整理一番。以下仍然以梁詠琪《膽小鬼》的歌詞為例子：
少唱
少唱字是算明顯的答錯。例如：參賽者回答的是「有獨一無二專屬特別」，很明顯地這就不符字數要求，螢幕上會顯示「有獨一無二專屬特別★」，倘若參賽者已確定答案，則製作單位判定為錯誤答案。
多唱
倘若要求的填空內多唱了字，也是算錯的。例如：參賽者回答的是「有獨一無二那專屬的特別」，很明顯地，比原歌詞多了一個字，螢幕上會配合參賽者所唱，顯示「有獨一無二那專屬的特別」，倘若參賽者已確定答案，則製作單位也是判定為錯誤答案。
但是如果參賽者唱了「有獨一無二專屬的特別」，又繼續唱了「喜歡看你緊緊皺眉　叫我膽小鬼」，這屬於下一句，製作單位不會判定這是多唱，仍算答對；但這樣的多唱，對作答並無明顯的幫助，主持人也不建議。
唱錯
如果參賽者所唱不符答案需求，仍屬答錯。例如：「有獨一無二專屬那特別」，很明顯地，「那」與「的」是屬於不同字，螢幕一樣也會顯示參賽者所唱之歌詞，倘若參賽者確定其答案，製作單位也是會判定為錯誤答案。
由於製作單位要求參賽者對歌詞的記憶非常嚴格，即使詞意相近或相同，但歌詞卻與原作不同者，即使一字錯誤，仍算該題錯誤。
假設一參賽者唱周杰倫的《牛仔很忙》，製作單位將「槍口它沒長眼睛」為答案者，若參賽者回答「槍口它不長眼睛」，意義雖然相同，但「槍口它不長眼睛」一詞，仍算錯誤答案。

#### 另類類型
但如果如圖1所示，也會有「奇怪的類型」，如圖所示「歌名比高速公路還長」者，就有可能會混雜著各類年代的「長名歌曲」，供參賽者選擇。假設有一參賽者選擇了「唱歌學地理」，如圖5.所示，製作單位會提供三個「相關」的歌曲供參賽者選唱，如圖示鄧麗君《香港假期》、伍佰《挪威的森林》，以及張洪量、莫文蔚《廣島之戀》，表示製作單位會「混」各期的歌曲，使分類「較」有意義。
另一例子:「呼叫 NONO」(第75集)，雖然以「班長」NONO 為題，但其實題目是三首歌詞內有 No No。 例如 陳奕迅《愛是懷疑》、張惠妹《愛什麼稀罕》，以及小宇《愛上》。 陳奕迅在當集選自己唱的《愛是懷疑》。

#### 錦囊
為了讓參賽者可以過關斬將，製作單位提供了三個錦囊（類似《超級大富翁》或 （百萬富翁 與Don't Forget The Lyrics）的求救法）供參賽者使用；當然，無論參賽者使用哪一個錦囊，參賽者仍須將該段歌詞給唱出來（或說出來），才能算解答完成，並等待主持人公佈答案是否正確。
下列將錦囊個別說明。
一字提示（One Character to Fill In）
製作單位會將參賽者要猜的歌詞中，隨機選出一個字，作為參賽者參考答案的依據。
無論歌詞長短，使用該錦囊者，製作單位只能提供一個字，作為提示。
如圖4，假設製作單位選擇第六個字，是該句歌詞內「專」字，這個「專」字可以給參賽者作為一個基本的提示。
親友接唱（或稱提示團/智囊團）（2 Singers to Choose）或「Call Out」大來賓
參賽者可以請兩位屬於自己親友（或稱作提示團/智囊團）的其中一位，幫忙唱完該段歌詞。【附註:題示團人氣最高代表-傻爺 (邱志宇)】
當然，親友/提示團也有可能會唱錯的時候，此時參賽者必須要慎重的判斷親友/提示團的幫助是否正確。 但: 如果呼叫了提示團/智囊團後，而他/她還沒有唱，自己想出答案，那錦囊就沒有被用掉，可以容後再用 (孫燕姿第140集 最後自己答完 葛蘭 《說不出的快活》 ，後來再求救時，答對蔡依林《舞孃》。）
「Call Out」大來賓：截至目前為止（2010/10/30止）有：江蕙{江淑娜在2010/09/18挑戰歌曲《人客的要求》[江蕙(版)](1984)}、林志穎{鍾漢良在2010/10/02挑戰歌曲《不是每個戀曲都有美好回憶》(1992)}、溫嵐{郭書瑤在2010/10/16挑戰歌曲《熱浪》(2007)}、李亞明{Bii在2010/10/30挑戰歌曲《鳥和樹》(1992)}
三選一（3 Choices of Lines）
製作單位會將該歌詞做成一個正確與兩個類似的歌詞，供參賽者選擇。
當然，三個選項是非常接近的，有時候也會讓參賽者難以選擇。
假設以黃麗玲(A-Lin)的《失戀無罪》為例，參賽者唱到「獨身萬歲 失戀無罪　愛不夠愛你的人才受罪」 製作單位就有可能有提供下列三個選項供參賽者選擇：
1. 用過去悲傷換來自由 難道不珍貴
2. 用過去悲傷換來自由 還不算太黑
3. 我對於人性早有預備 還不算太黑

正確答案為1.，選擇2.或3.者均算失敗。
註1：G.E.M.在闖第2關時曾經在這歌中不肯定答案且答錯了，但其中一位提示團-傻爺(邱志宇)在她答錯了以後告知她。她唱錯的最後答案就是2。最後她在使用了提示團錦囊後過關了。
註2：如果提示團團員被邀請對唱或合唱，就不能提示參賽者。若參賽者成功答對歌詞，「提示團」錦囊仍可往後再用。命运轮盘的部分也照着使用。

#### 獎金計算
每答對一首歌的歌詞，獎金計算如下：
正常版
1. NTD3,000
2. NTD6,000
3. NTD9,000
4. NTD12,000
5. NTD20,000
6. NTD30,000
7. NTD60,000
8. NTD100,000
9. NTD150,000
10. NTD300,000

英語演唱版／特别计划
1. NTD6,000
2. NTD12,000
3. NTD25,000
4. NTD50,000
5. NTD100,000

倘若參賽者於第二至第十題答錯歌詞，則獎金換算是上一題答對的累計獎金折半。例如某參賽者於第八題唱錯，則獎金是第七題NTD60,000折半，得NTD30,000。

获得安慰奖的奖金是NTD3,000 （第一题NTD1,000），目前没有人或队伍赢安慰奖。

## 收視率列表
下表列出AC尼爾森針對四歲以上觀眾調查之收視率。
| 集數                            | 播映日期       | 平均收視率 |
| 第1集                           | 2008年5月10日  | 1.92       |
| 第2集                           | 2008年5月17日  | 1.67       |
| 第3集                           | 2008年5月24日  | 2.33       |
| 第4集                           | 2008年5月31日  | 2.94       |
| 第5集                           | 2008年6月14日  | 3.20       |
| 第6集                           | 2008年6月21日  | 3.60       |
| 第7集                           | 2008年6月28日  | 3.95       |
| 第8集                           | 2008年7月5日   | 2.84       |
| 第9集                           | 2008年7月12日  | 3.86       |
| 第10集                          | 2008年7月19日  | 3.87       |
| 第11集                          | 2008年7月26日  | 3.01       |
| 第12集                          | 2008年8月2日   | 3.39       |
| 第13集                          | 2008年8月16日  | 2.74       |
| 第14集                          | 2008年8月30日  | 2.79       |
| 第15集                          | 2008年9月6日   | 3.00       |
| 第16集                          | 2008年9月13日  | 3.36       |
| 第17集                          | 2008年9月20日  | 2.63       |
| 第18集                          | 2008年9月27日  | 2.99       |
| 第19集                          | 2008年10月4日  | 3.89       |
| 第20集                          | 2008年10月11日 | 3.15       |
| 第21集                          | 2008年10月18日 | 3.21       |
| 第22集                          | 2008年10月25日 | 3.54       |
| 第23集                          | 2008年11月1日  | 3.18       |
| 第24集                          | 2008年11月8日  | 2.95       |
| 第25集                          | 2008年11月15日 | 3.55       |
| 第26集                          | 2008年11月22日 | 3.54       |
| 第27集                          | 2008年11月29日 | 3.42       |
| 第28集                          | 2008年12月6日  | 3.50       |
| 第29集                          | 2008年12月13日 | 2.98       |
| 第30集                          | 2008年12月20日 | 3.36       |
| 第31集                          | 2008年12月27日 | 3.76       |
| 第32集                          | 2009年1月3日   | 3.33       |
| 第33集                          | 2009年1月10日  | 3.48       |
| 第34集                          | 2009年1月17日  | 3.43       |
| 第35集                          | 2009年1月24日  | 3.69       |
| *除夕特別節目(23:00~02:00 播出) | 2009年1月25日  | 3.78       |
| 第36集                          | 2009年1月31日  | 3.69       |
| 第37集                          | 2009年2月7日   | 3.29       |
| 第38集                          | 2009年2月14日  | 3.30       |
| 第39集                          | 2009年2月21日  | 3.01       |
| 第40集                          | 2009年2月28日  | 3.45       |
| 第41集                          | 2009年3月7日   | 3.24       |
| 第42集                          | 2009年3月14日  | 3.07       |
| 第43集                          | 2009年3月21日  | 2.91       |
| 第44集                          | 2009年3月28日  | 3.28       |
| 第45集                          | 2009年4月4日   | 3.57       |
| 第46集                          | 2009年4月11日  | 3.17       |
| 第47集                          | 2009年4月18日  | 3.76       |
| 第48集                          | 2009年4月25日  | 3.40       |
| 第49集                          | 2009年5月2日   | 3.49       |
| 第50集                          | 2009年5月9日   | 2.87       |
| 第51集                          | 2009年5月16日  | 3.79       |
| 第52集                          | 2009年5月23日  | 3.30       |
| 第53集                          | 2009年5月30日  | 3.15       |
| 第54集                          | 2009年6月6日   | 3.16       |
| 第55集                          | 2009年6月13日  | 3.18       |
| 第56集                          | 2009年6月20日  | 3.53       |
| 第57集                          | 2009年6月27日  | 2.71       |
| 第58集                          | 2009年7月4日   | 3.77       |
| 第59集                          | 2009年7月11日  | 3.37       |
| 第60集                          | 2009年7月18日  | 3.10       |
| 第61集                          | 2009年7月25日  | 3.66       |
| 第62集                          | 2009年8月1日   | 2.72       |
| 第63集                          | 2009年8月8日   | 3.90       |
| 第64集                          | 2009年8月15日  | 3.06       |
| 第65集                          | 2009年8月22日  | 2.83       |
| 第66集                          | 2009年8月29日  | 3.26       |
| 第67集                          | 2009年9月5日   | 2.45       |
| 第68集                          | 2009年9月12日  | 3.09       |
| 第69集                          | 2009年9月19日  | 2.79       |
| 第70集                          | 2009年9月26日  | 2.95       |
| 第71集                          | 2009年10月3日  | 2.39       |
| 第72集                          | 2009年10月17日 | 2.86       |
| 第73集                          | 2009年10月24日 | 2.99       |
| 第74集                          | 2009年10月31日 | 2.23       |
| 第75集                          | 2009年11月7日  | 3.47       |
| 第76集                          | 2009年11月14日 | 2.89       |
| 第77集                          | 2009年11月21日 | 3.17       |
| 第78集                          | 2009年11月27日 | 3.24       |
| 第79集                          | 2009年12月5日  | 3.59       |
| 第80集                          | 2009年12月12日 | 3.27       |
| 第81集                          | 2009年12月19日 | 3.06       |
| 第82集                          | 2009年12月26日 | 3.37       |
| 第83集                          | 2010年1月2日   | 3.45       |
| 第84集                          | 2010年1月9日   | 3.03       |
| 第85集                          | 2010年1月16日  | 2.79       |
| 第86集                          | 2010年1月23日  | 3.34       |
| 第87集                          | 2010年1月30日  | 3.03       |
| 第88集                          | 2010年2月6日   | 2.65       |
| 第89集                          | 2010年2月20日  | 2.44       |
| 第90集                          | 2010年2月27日  | 2.32       |
| 第91集                          | 2010年3月6日   | 2.88       |
| 第92集                          | 2010年3月13日  | 2.86       |
| 第93集                          | 2010年3月20日  | 2.66       |
| 第94集                          | 2010年3月27日  | 2.50       |
| 第95集                          | 2010年4月3日   | 2.48       |
| 第96集                          | 2010年4月10日  | 2.24       |
| 第97集                          | 2010年4月17日  | 2.75       |
| 第98集                          | 2010年4月24日  | 2.60       |
| 第99集                          | 2010年5月1日   | 2.07       |
| 第100集                         | 2010年5月8日   | 2.16       |
| 第101集                         | 2010年5月15日  | 2.13       |
| 第102集                         | 2010年5月22日  | 2.36       |
| 第103集                         | 2010年5月29日  | 2.45       |
| 第104集                         | 2010年6月5日   | 2.35       |
| 第105集                         | 2010年6月12日  | 2.44       |
| 第106集                         | 2010年6月19日  | 2.52       |
| 第107集                         | 2010年7月3日   | 2.24       |
| 第108集                         | 2010年7月10日  | 2.06       |
| 第109集                         | 2010年7月24日  | 1.97       |
| 第110集                         | 2010年7月31日  | 2.26       |
| 第111集                         | 2010年8月7日   | 1.86       |
| 第112集                         | 2010年8月14日  | 2.35       |
| 第113集                         | 2010年8月21日  | 2.26       |
| 第114集                         | 2010年8月28日  | 2.48       |
| 第115集                         | 2010年9月4日   | 2.55       |
| 第116集                         | 2010年9月11日  | 2.78       |
| 第117集                         | 2010年9月18日  | 2.28       |
| 第118集                         | 2010年9月25日  | 2.00       |
| 第119集                         | 2010年10月2日  | 2.14       |
| 第120集                         | 2010年10月9日  | 2.17       |
| 第121集                         | 2010年10月16日 | 1.76       |
| 第122集                         | 2010年10月23日 | 1.87       |
| 第123集                         | 2010年10月30日 | 2.19       |
| 第124集                         | 2010年11月6日  | 1.71       |
| 第125集                         | 2010年11月13日 | 2.22       |
| 第126集                         | 2010年11月27日 | 2.11       |
| 第127集                         | 2010年12月4日  | 1.88       |
| 第128集                         | 2010年12月11日 | 1.79       |
| 第129集                         | 2010年12月18日 | 2.02       |
| 第130集                         | 2010年12月25日 | 1.95       |
| 第131集                         | 2011年1月1日   | 2.18       |
| 第132集                         | 2011年1月8日   | 1.61       |
| 第133集                         | 2011年1月15日  | 1.91       |
| 第134集                         | 2011年1月22日  | 1.97       |
| 第135集                         | 2011年1月29日  | 2.02       |
| 第136集                         | 2011年2月5日   | 1.52       |
| 第137集                         | 2011年2月12日  | 1.99       |
| 第138集                         | 2011年2月19日  | 2.20       |
| 第139集                         | 2011年2月26日  | 1.84       |
| 第140集                         | 2011年3月5日   | 2.59       |
| 第141集                         | 2011年3月12日  | 1.67       |
| 第142集                         | 2011年3月19日  | 1.99       |
| 第143集                         | 2011年3月26日  | 2.22       |
| 第144集                         | 2011年4月2日   | 2.01       |
| 第145集                         | 2011年4月9日   | 1.93       |
| 第146集                         | 2011年4月16日  | 2.00       |
| 第147集                         | 2011年4月23日  | 2.09       |
| 第148集                         | 2011年4月30日  | 1.84       |
| 第149集                         | 2011年5月7日   | 1.94       |
| 第150集                         | 2011年5月14日  | 1.83       |
| 第151集                         | 2011年5月21日  | 2.03       |
| 第152集                         | 2011年5月28日  | 2.04       |
| 第153集                         | 2011年6月4日   | 1.88       |
| 第154集                         | 2011年6月11日  | 1.72       |
| 第155集                         | 2011年6月25日  | 1.70       |
| 第156集                         | 2011年7月2日   | 1.23       |
| 第157集                         | 2011年7月9日   | 1.85       |
| 第158集                         | 2011年7月16日  | 1.97       |
| 第159集                         | 2011年7月23日  | 2.17       |
| 第160集                         | 2011年7月30日  | 1.82       |
| 第161集                         | 2011年8月6日   | 1.58       |
| 第162集                         | 2011年8月13日  | 1.84       |
| 第163集                         | 2011年8月20日  | 1.68       |
| 第164集                         | 2011年8月27日  | 1.82       |
| 第165集                         | 2011年9月3日   | 1.72       |
| 第166集                         | 2011年9月10日  | 1.31       |
| 第167集                         | 2011年9月17日  | 1.78       |
| 第168集                         | 2011年9月24日  | 1.98       |
| 第169集                         | 2011年10月1日  | 1.92       |
| 第170集                         | 2011年10月8日  | 1.68       |
| 第171集                         | 2011年10月15日 | 1.59       |
| 第172集                         | 2011年10月22日 | 1.96       |
| 第173集                         | 2011年10月29日 | 1.66       |
| 第174集                         | 2011年11月5日  | 1.55       |
| 第175集                         | 2011年11月12日 | 2.00       |
| 第176集                         | 2011年11月19日 | 1.83       |
| 第177集                         | 2011年12月3日  | 1.69       |
| 第178集                         | 2011年12月10日 | 2.01       |
| 第179集                         | 2011年12月17日 | 1.67       |
| 第180集                         | 2011年12月24日 | 1.79       |
| 第181集                         | 2011年12月31日 | 0.97       |
| 第182集                         | 2012年1月7日   | 1.55       |
| 第183集                         | 2012年1月14日  | 1.34       |
| 第184集(小年夜特別節目)         | 2012年1月21日  | ----       |
| 第185集                         | 2012年1月28日  | 1.47       |
| 第186集                         | 2012年2月4日   | 1.78       |
| 第187集                         | 2012年2月11日  | 1.45       |
| 第188集                         | 2012年2月18日  | 1.66       |
| 第189集                         | 2012年2月25日  | 1.54       |
| 第190集                         | 2012年3月3日   | 1.71       |
| 第191集                         | 2012年3月10日  | 1.56       |
| 第192集                         | 2012年3月17日  | 1.66       |
| 第193集                         | 2012年3月24日  | 1.79       |
| 第194集                         | 2012年3月31日  | 1.65       |
| 第195集                         | 2012年4月7日   | 1.70       |
| 第196集                         | 2012年4月14日  | 1.42       |
| 第197集                         | 2012年4月21日  | 1.42       |
| 第198集                         | 2012年4月28日  | 1.41       |
| 第199集                         | 2012年5月5日   | 1.47       |
| 第200集                         | 2012年5月12日  | 1.36       |
| 第201集                         | 2012年5月19日  | 1.64       |
| 第202集                         | 2012年5月26日  | 1.55       |
| 第203集                         | 2012年6月9日   | 1.14       |
| 第204集                         | 2012年6月16日  | 1.43       |
| 第205集                         | 2012年6月30日  | 1.16       |
| 第206集                         | 2012年7月7日   | 0.95       |
| 第207集                         | 2012年7月14日  | 1.12       |
| 第208集                         | 2012年7月21日  | 1.30       |
| 第209集                         | 2012年7月28日  | 1.07       |
| 第210集                         | 2012年8月4日   | 1.17       |
| 第211集                         | 2012年8月11日  | 1.29       |

- 說明：     = 最高收視率、     = 最低收視率。

## 最後一關
「三十萬大驚喜」或「十萬大驚喜（目前只出現在第25，164，183集）」為最後一關題目，參賽者只有唯一一首歌可選，通過後即可贏得三十萬或十萬獎金。此題通常為歌詞字數多、易混淆、詞意艱深等，難度頗高，直至2012/08/11播出最後一集為止，總共出現34次最後一關歌曲，然而成功通過「三十萬大驚喜」或「十萬大驚喜」的次數才僅僅只有五次，若扣除十萬大驚喜，僅僅在前十集出現三次成功拿到三十萬，之後的201集至停播為止皆無人通過第十關，且兩次為需要使用求救才能過關（兩次皆使用三選一)，唯獨一次雖然使用求救，但參賽者自己的答案是正確的（單純用掉)，當2009年起更改規則為最後一關不可用求救的規定後，未曾有人挑戰成功拿到三十萬。
通常中文歌曲之第十題為羅大佑或李宗盛編寫歌曲居多，故主持人將兩人戲稱為「特約關主」或「大魔王」（主持人講過，因羅大佑歌詞通常比較長又不重複，困難度與複雜度比較高一些）。最為著名的例子是張惠妹在當年《五燈獎》忘詞的《海上花》，在她挑戰《三十萬大驚喜》再度碰到那首歌。
而另一常被當第十題的歌曲也以蔡依林的歌曲為多，主持人解釋過蔡依林的舞曲歌詞常由知名製作人陳鎮川提筆，歌詞較多華麗詞彙與不重複的段落，也常被主持人戲稱他為「歌詞大魔王」。而不只第十題，參賽者也常在其他題目中因選擇蔡依林的快歌而因歌詞不熟慘遭淘汰。

## 其他相關規則
茲列出除上述規則之外的以下其他規則。
- 觀眾與非進行遊戲的來賓，絕對不能於參賽者進行遊戲時，有唱出歌詞、給予答案，或者有傳遞暗號的情況，否則製作單位會重新出題；而如果該名擾亂參賽進行的來賓仍屢勸不聽，可能會被製作單位之工作人員帶離現場。
- 一旦確定種類與歌曲，不得後悔再更改其他種類。同理，一旦確定答案，不得以任何理由要求更改或撤回。
- 一題只能使用一個錦囊，不可同時於一題使用兩個或以上的錦囊。在清唱部分可以使用多一个錦囊。
- 參賽者不可以有弃权的情況，弃权作答視同放棄所有參賽權及所有獎金。
- 少見情況時，製作單位之工作人員改變歌詞，使參賽者挑戰難解高難度。
- 從2008年7月26日第11集開始，歌唱時，參賽者雖然還沒有唱到製作單位需求答案部分，但是其中歌詞、旋律有含糊不清、唱錯、忘詞達兩次失誤以上（錯兩句以上），仍然算失敗。舉例說明：以王芷蕾《流沙》為例，製作單位要求參賽者從「早知道愛你　愛得那麼辛苦」開始，要唱到「可得小心陷入紅塵流沙」作為答題題目；但參賽者卻在途中，唱了「......的秘密　就該......到底」（正確應該為「心中的秘密　就該隱藏到底」），或者是不顧原曲旋律自己編造曲調者，則製作單位會因「含糊不清、模稜兩可」，當場宣佈該位參賽者失敗，不能再繼續進行比賽。
- 2009年3月21日第43集的播出內容中參賽藝人孫協志曾經提及到在最後一關「三十萬大驚喜」不能使用三選一提示。但2008年8月16日第13集中丁噹挑戰最後一關時曾經使用一字提示。是否比賽規則已經改為最後一關完全不能使用提示則不得而知。但在2009年3月28日第44集的節目當中，由紀曉君進行挑戰時，進行到第七關的「《姊妹》」，主持人庾澄慶以及藝人NONO曾提及「第十關的三十萬大驚喜完全不能使用提示」，因此應可得知相關規則已經過修正。
- 兩人一組（或以上）之參賽者，「親友接唱」錦囊不能使用。

## 獎項
- 百萬大歌星獲電視節目行銷海外地區優等獎[9]

### 金鐘獎
| 年份   | 頒獎典禮     | 獎項                 | 結果 |
| ------ | ------------ | -------------------- | ---- |
| 2009年 | 第44屆金鐘獎 | 最佳綜藝節目主持人獎 | 入圍 |
| 2010年 | 第45屆金鐘獎 | 最佳綜藝節目主持人獎 | 入圍 |

## 抄襲疑雲
《百萬大歌星》被指抄襲兩個美國綜藝節目——《不要忘了歌詞》、《歌唱蜜蜂》。《百萬大歌星》的部份闖關、拿獎金的方式，均與兩節目的結構、內容有多處雷同。